# Antonio María Rouco Varela
Antonio María Rouco Varela (sinh 1936) là một Hồng y người Tây Ban Nha của Giáo hội Công giáo Rôma. Ông hiện đảm nhận vai trò Hồng y Đẳng linh mục Nhà thờ S. Lorenzo in Damaso. Trước khi hồi hưu, ông đảm nhận vai trò Tổng giám mục đô thành Tổng giáo phận Madrid trong vòng 20 năm, từ năm 1994 đến năm 2014.
Hồng y Varela từng đảm nhận rất nhiều các vai trò quan trọng tại Tây Ban Nha cũng như trong Hội đồng Giám mục quốc gia này, cụ thể, ông từng đảm nhận chức vụ Giám mục Phụ tá Tổng giáo phận Santiago de Compostela (1976–1984), Giám quản Tông Tòa Santiago de Compostela (1983–1984) sau đó trở thành Tổng giám mục đô thành Tổng giáo phận Santiago de Compostela (1984–1994). Ngoài các chức danh tại các giáo phận, ông còn đảm nhận nhiều vai trò tại Hội đồng Giám mục địa phương, như chức vị Chủ tịch Hội đồng Giám mục Tây Ban Nha (1999–2005) và (2008–2014). Đối với Tòa Thánh, ông còn là Thành viên Hội đồng Hồng y Nghiên cứu Tổ chức và Giải quyết các Vấn đề Kinh tế Tông Tòa (2004–2014).

## Tiểu sử
Hồng y Antonio María Rouco Varela sinh ngày 20 tháng 8 năm 1936 tại Villalba, Tây Ban Nha. Sau quá trình tu học dài hạn tại các cơ sở chủng viện theo quy định của Giáo luật, ngày 28 tháng 3 năm 1959, Phó tế Varela, 23 tuổi, tiến đến việc được truyền chức linh mục. Tân linh mục là thành viên linh mục đoàn Giáo phận Mondoñedo-Ferrol.
Sau hơn 25 năm thực hiện các công việc mục vụ trên cương vị và thẩm quyền của một linh mục, ngày 17 tháng 9 năm 1976, Tòa Thánh công bố thông tin Giáo hoàng đã quyết định tuyển chọn linh mục Antonio María Rouco Varela, 40 tuổi, gia nhập Giám mục đoàn Công giáo Hoàn vũ, với vị trí được bổ nhiệm là Giám mục phụ tá Tổng giáo phận Santiago de Compostela, danh nghĩa Giám mục Hiệu tòa Gergis. Lễ tấn phong cho vị giám mục tân cử được cử hành sau đó vào ngày 31 tháng 10 cùng năm, với phần nghi thức truyền chức chính yếu được cử hành cách trọng thể bởi 3 giáo sĩ cấp cao, gồm chủ phong là Tổng giám mục Ángel Suquía Goicoechea, Tổng giám mục đô thành Santiago de Compostela; hai vị còn lại, với vai trò phụ phong, gồm có Tổng giám mục Maximino Romero de Lema, Tổng Thư kí Thánh bộ Giáo sĩ và Giám mục Oskar Saier, Giám mục phụ tá Tổng giáo phận Freiburg im Breisgau, Đức. Tân giám mục chọn cho mình khẩu hiệu: IN ECCLESIÆ COMMUNIONE.
Từ ngày 11 tháng 6 năm 1983, Giám mục Varela kiêm thêm vai trò Giám quản Tông Tòa Tổng giáo phận Santiago de Compostela. Sau gần một năm trống tòa Tòa Thánh chính thức loan tin thăng Giám mục Giám quản Antonio María Rouco Varela trở thành Tổng giám mục, với vị trí và chức danh chính thức Tổng giám mục đô thành Tổng giáo phận Santiago de Compostela. Tin bổ nhiệm được loan đi rộng rãi vào ngày 9 tháng 5 năm 1984.
Sau gần 10 năm cai quản Tổng giáo phận Santiago de Compostela, Tòa Thánh quyết định thuyên chuyển Tổng giám mục Antonio María Rouco Varela về làm Tổng giám mục đô thành Tổng giáo phận Madrid, từ ngày 28 tháng 7 năm 1994.
Qua Công nghị Hồng y ngày 21 tháng 2 năm 1998, Giáo hoàng Gioan Phaolô II đã vinh thăng Tổng giám mục Antonio María Rouco Varela tước vị Hồng y. Tân Hồng y có phẩm trật Hồng y Đẳng linh mục Nhà thờ San Lorenzo in Damaso. Ông đã đến cử hành các nghi thức nhận nhà thờ hiệu tòa của mình sau đó vào ngày 11 tháng 10 cùnh năm.
Ngoài các chức danh tại các giáo phận, ông còn đảm nhận nhiều vai trò tại Hội đồng Giám mục địa phương, như chức vị Chủ tịch Hội đồng Giám mục Tây Ban Nha (1999–2005) và (2008–2014).
Ngày 28 tháng 8 năm 2014, Tòa Thánh chấp thuận đơn xin từ nhiệm của ông, vì lý do tuổi tác theo Giáo luật.